# Chemin des Réservoirs
Le chemin des Réservoirs est une voie située dans le 16e arrondissement de Paris, en France.

## Situation et accès
Elle se trouve dans le bois de Boulogne.

## Origine du nom
La voie est ainsi nommée car elle longe sur sa partie nord l'étang du Réservoir, qui alimente la Grande Cascade.

## Bâtiments remarquables et lieux de mémoire
- Le chemin borde le mémorial des fusillés de la cascade du bois de Boulogne.